# Jeopardy!
Jeopardy! è un quiz televisivo statunitense, di cultura generale in onda sull'emittente NBC dal 1964.

## Storia
Il programma esordì il 30 marzo 1964 sulla NBC e andò in onda ininterrottamente fino al 1975. Dopo una pausa, ritornò nella stagione 1978-79.
Successivamente, la trasmissione fu ripresa in syndication dalla rete televisiva King World, ora Paramount Global, con una nuova versione a partire dal 10 settembre 1984, rinnovando il successo fino al terzo millennio.
Nel 2014, il programma ottenne il riconoscimento di "Quiz Show Preferito d'America" e il suo presentatore, Alex Trebek, stabilì un nuovo Guinness dei primati per il maggior numero di puntate di un gioco televisivo condotte dallo stesso presentatore: 6829.
Nel 2019, Trebek annunciò di avere un cancro al pancreas al quarto stadio. Entro il 29 ottobre 2020, dopo aver registrato gli episodi destinati alla trasmissione del 24-25 dicembre 2020, necessitava di ulteriori trattamenti, spingendo Sony a nominare il produttore consulente Ken Jennings, vincitore di 74 partite con il record di vincite più alte, $ 2.522.700 nel 2004, come moderatore ad interim. Trebek morì l'8 novembre 2020, il giorno prima che Jennings registrasse il suo primo episodio come conduttore ad interim. Dopo aver posticipato l'ultima settimana di episodi per evitare problemi di syndication con le partite NFL e NBA sulle emittenti locali per il 25 dicembre, i suoi episodi finali furono trasmessi l'8 gennaio 2021. La registrazione riprese il 30 novembre con Jennings moderatore degli episodi trasmessi dall'11 gennaio 2021. Da allora, Jennings ha condotto trentacinque episodi in sette giorni di registrazione, con l'ultima puntata in onda il 19 febbraio 2021. Altri presentatori si sono alternati con settimane speciali, tra cui: Katie Couric, Mehmet Öz, Aaron Rodgers, Mayim Bialik, Ph. D., Sanjay Gupta, Anderson Cooper, Austin "Buzzy" Cohen (Torneo dei Campioni), LeVar Burton, Joe Buck e il produttore esecutivo Michael G. Richards. Richards fu chiamato a condurre la serie all'inizio della trentottesima stagione l'11 agosto 2021, con Bialik incaricata dei tornei in prima serata a causa degli impegni di Richards con la programmazione Sony. Bialik lasciò il programma il 1º maggio 2023 durante le controversie lavorative di Hollywood e il 15 dicembre 2023 Jennings fu nominato conduttore a tempo pieno.
Dopo un giorno di registrazione nell'agosto 2021, Sony ha licenziato Richards con l'accusa di essersi favorito nella selezione di un host permanente, per dei commenti precedenti su podcast e delle controversie relative a RTL Group, di cui è stato produttore esecutivo per Ok, il prezzo è giusto (The Price Is Right) dal 2008 al 2019. Bialik è stata moderatrice per le tre settimane seguenti. In seguito il ruolo moderatore si alternerà tra Bialik e Jennings.  Sony ha annunciato che Bialik aveva lasciato il programma sindacato il 15 dicembre 2023 per altri progetti, lasciando Jennings come unico moderatore.
Il record di tutti i tempi per il guadagno più alto in un giorno è di $ 131.127 realizzato nel 2019 da James Holzhauer. Il concorrente detiene anche il record per il punteggio più alto realizzato nei primi cinque giorni di $ 298.687.

## Regole di gioco
Il gioco si articola in tre fasi distintive. La prima fase, denominata "Jeopardy", presenta trenta indizi suddivisi in sei categorie, organizzati secondo un valore crescente che va da $200 a $1.000. Gli indizi con il valore più elevato rappresentano le sfide più difficili. A turno, il concorrente che per primo fornisce la risposta esatta tramite il buzzer seleziona un indizio, che viene poi letto dal presentatore. Una volta letto l'indizio, il primo a prenotarsi tramite il buzzer ha la possibilità di rispondere. È fondamentale ricordare che la risposta deve essere formulata in forma di domanda, altrimenti sarà considerata errata. Una risposta corretta fa guadagnare al concorrente l'importo corrispondente all'indizio, mentre una risposta errata comporta la perdita della somma e offre agli altri concorrenti l'opportunità di prenotarsi per tentare la fortuna con la stessa domanda.

Il tabellone di Jeopardy! dal 26 Novembre 2001, mostra i valori in dollari usati nel primo turno

Ad esempio: se un concorrente seleziona l'indizio "Presidenti per 200 dollari", l'indizio proposto potrebbe essere: "Il padre della nostra nazione non abbatté realmente un albero di ciliegie", e la risposta corretta sarebbe "Chi è stato George Washington?" (benché i concorrenti siano liberi di formulare la risposta come preferiscono, le formule più comuni sono "Chi è/era" per le persone e "Cos'è/era" per oggetti o concetti).
In questa fase, uno degli indizi cela il "Daily Double". Quando viene selezionato, solo il concorrente che lo ha scelto può rispondere. Prima di rivelare l'indizio, il concorrente deve scommettere parte del proprio montepremi. Se la risposta è corretta, guadagna l'importo scommesso; in caso contrario, lo perde.
La seconda fase, denominata "Double Jeopardy!", segue una struttura simile alla prima, ma con due importanti modifiche: il valore degli indizi viene raddoppiato e sono presenti due "Daily Double" anziché uno. 
Nella fase finale, "Final Jeopardy!", viene fornito un unico indizio a cui tutti i concorrenti devono rispondere. Dopo aver ascoltato la categoria dell'indizio, i concorrenti scommettono in segreto una parte o tutto il loro punteggio. Successivamente, una volta svelato l'indizio, ogni concorrente scrive la propria risposta entro 30 secondi. Le risposte corrette fanno guadagnare la somma scommessa, mentre quelle errate la fanno perdere.
Il concorrente con il montepremi più alto al termine delle tre fasi vince la partita e ha la possibilità di tornare nella puntata successiva. Il concorrente che si classifica al secondo posto riceve un premio di $3.000 e il terzo classificato di $2.000. Originariamente, i premi per il secondo e terzo posto erano rispettivamente di $2.000 e $1.000, importi validi dall'annuncio della modifica delle regole nel maggio 2002 fino a luglio 2023. A partire da settembre 2023, con l'avvio della quarantesima stagione, i premi sono stati aumentati agli importi attuali.

## Influenze nella cultura di massa
Il quiz Jeopardy! compare in diversi prodotti culturali:
- Il quiz è il tema della parodia musicale I Lost on Jeopardy di "Weird Al" Yankovic (1984), basata sulla canzone Jeopardy della The Greg Kihn Band. Nel video musicale appaiono Art Fleming e Don Pardo, rispettivamente presentatore e annunciatore del quiz, insieme a Greg Kihn in un cameo.
- Il quiz appare nel film Chi non salta bianco è (White Men Can't Jump, 1992), dove il personaggio di Gloria desidera diventare campionessa di Jeopardy! per risolvere i propri problemi economici.
- Il quiz compare nel film America oggi (1993), diretto da Robert Altman.
- Nell'episodio 3x02 "Francesca & il Professore" (1995) della serie La Tata, il personaggio di Francesca Cacace (interpretato da Fran Drescher) partecipa al quiz.
- Nell'episodio 5x25 "La grande sfida" (1995) della serie Beverly Hills 90210, i personaggi di Brandon Walsh (Jason Priestley), Clare Arnold (Kathleen Robertson) e Andrea Zuckerman (Gabrielle Carteris) partecipano al quiz. Alla fine dell'episodio si lascia intendere che sia Andrea a vincere.
- Il quiz è menzionato nel primo racconto della raccolta La ragazza con i capelli strani di David Foster Wallace, pubblicata nel 1996.
- Nell'episodio 4x01 della serie The Office (2007), Michael Scott cita Jeopardy!.
- Nell'episodio 1x20 della serie Dr. House (2005), una paziente esclama: "Non guardavamo nemmeno più Jeopardy!".
- Nell'episodio 3x16 di The Big Bang Theory (2010), Jeopardy! è presente. Si noti che Mayim Bialik, interprete di Amy Farrah Fowler, è stata nominata co-conduttrice di Jeopardy! nell'agosto 2021 per la 38ª stagione.
- Nell'episodio 8 della seconda stagione della serie drammatica The Leftovers - Svaniti nel nulla (2015), il personaggio di Patti Levin rivela di aver partecipato a Jeopardy!, vincendo per tre puntate consecutive e guadagnando oltre 60.000 dollari, prima di perdere alla quarta.
- Nell'episodio 6x01 di Orange Is the New Black (2018), il quiz viene menzionato con Piper Chapman come concorrente.
- Nell'episodio 3X19 di The Conners (2021) , "Jeopardé, Sobrieté and Infidelité", Jackie partecipa a una partita di Jeopardy! e termina con un punteggio negativo. Ha una discussione verbale con il presentatore Aaron Rodgers (questo segmento è stato registrato dopo una giornata di registrazioni in cui Rodgers ha presentato una settimana di episodi), poi ha un crollo nervoso ai Sony Pictures Studios e viene arrestata in studio. Quel segmento è stato registrato sul set, allo Stage 10 degli studi Sony (ora Alex Trebek Stage).

## In Italia
Il celebre programma Rischiatutto, condotto da Mike Bongiorno tra il 1970 e il 1974, è un adattamento italiano del format Jeopardy!.